# Переписывание
Переписывание — широкий спектр техник, методов и теоретических результатов, связанных с процедурами последовательной замены частей формул или термов формального языка по заданной схеме — системе переписывающих правил. В наиболее общей форме речь идёт о совокупности некоторого набора объектов и правил — отношений между этими объектами, которые указывают как преобразовать этот набор.
Переписывание может быть недетерминированным. Например, система переписывающих правил может включать в себя правило, которое может быть применено к одному и тому же терму несколькими разными способами, но не содержать, при этом, указания на то, какой конкретно способ нужно применить в том или ином случае. Если система переписывания, всё же, оформлена в качестве однозначно понимаемого алгоритма, она может рассматриваться как компьютерная программа. На техниках переписывания основан ряд систем интерактивного доказательства теорем и декларативных языков программирования.

## Основные понятия и примеры
Основные свойства систем переписывания можно сформулировать, не прибегая к конкретной реализации их в виде операций над термами. Для этого часто используется понятие Абстрактной Системы Редукций или ARS (от англ. Abstract Reduction Systems). ARS состоит из некоторого множества A и набора бинарных отношений {\displaystyle (\to _{\alpha })_{\alpha \in I}} на нём, которые называются редукциями. Говорят, что a редуцируется или переписывается в b в один шаг относительно данной ARS, если пара (a,b) принадлежит некоторому {\displaystyle \to _{\alpha }}. Важнейшими свойствами редукционных систем являются:
- Конфлюентность  — если a может за некоторое число шагов редуцироваться как в b, так и в c, то существует элемент d, в который могут редуцироваться оба b и c.
- Остановочность — любая цепочка одношаговых редукций всегда конечна, то есть, достигается элемент, который не может больше быть редуцирован.
- Локальная (или слабая) конфлюентность — то же, что и конфлюентность, но при условии, что a переписывается в b и c ровно за один шаг.
- Слабая остановочность — для каждого элемента существует обрывающаяся цепочка его последовательных редукций.
- Каноничность или свойство Чёрча-Россера — конфлюентность плюс остановочность.

Очевидно, конфлюентность влечёт слабую конфлюенцию, а остановочность, соответственно, слабую остановочность. Однако, конфлюентность и остановочность между собой не связаны. Например, система, состоящая из одного правила a•b → b•a конфлюентна, но не остановочна. Система, состоящая из двух правил a → b и a → c остановочна, но не конфлюентна, а все три правила вместе образуют систему, которая и не остановочна и не конфлюентна.
Остановочность редукционной системы позволяет сопоставить каждому элементу его нормальную форму — элемент, в который его можно редуцировать, но который сам уже больше не редуцируется. Если вдобавок соблюдается конфлюентность, то такая нормальная форма всегда будет единственной, или канонической. В связи с этим, особо ценным является свойство Чёрча-Россера, так как позволяет быстро и эффективно решать проблему равенства двух элементов a и b относительно системы равенств, соответствующей множеству редукций без учёта направления. Для этого достаточно вычислить нормальные формы обоих элементов. Поскольку в этом случае нормальная форма будет также канонической, элементы будут равны, тогда и только тогда, когда результаты совпадут.

## Классическая теория переписывания
Несмотря на то, что изначально понятие переписывания было введено для лямбда-исчисления, основной массив результатов и приложений в настоящее время касается переписывания первого порядка. Переписывающие системы такого рода называют Системами Переписывания Термов или TRS (от англ. Term rewriting systems).

## Переписывание высших порядков
Системы переписывания высших порядков являются обобщением систем переписывания термов первого порядка на лямбда-термы, позволяя функции высших порядков и связанные переменные. Различные результаты о системах переписывания термов первого порядка также могут быть переформулированы для высших порядков.